# フトユビメヌケ
フトユビメヌケ (Adelosebastes latens) は、メバル科に属する魚類の一種。北太平洋に分布する。フトユビメヌケ属は単型である。

## 分布
天皇海山群・アリューシャン列島から採集記録がある。天皇海山群では深度900-1200mから記録されているが、アリューシャン列島ではそれより浅く、700m前後で記録されている。

## 形態
体長30cm程度まで成長する。背鰭は12棘13軟条、臀鰭は3棘5軟条。胸鰭は20-22軟条。
頬には1-2本の棘があり、この点で同所に生息するキチジ属（8-10本）・メバル属（0本）と区別できる。また、メバル属は下顎が上顎より長いが、本種は上顎が下顎より長い。